# Эспадас, Гути (младший)
Густаво Эспиноса Эспадас младший (исп. Gustavo Espinosa Espadas Jr.; род. 2 сентября 1974, Мерида) — мексиканский боксёр, представитель полулёгкой весовой категории. Выступал на профессиональном уровне в период 1992—2010 годов, владел титулом чемпиона мира по версии Всемирного боксёрского совета (WBC).

## Биография
Гути Эспадас родился 2 сентября 1974 года в городе Мерида штата Юкатан, Мексика. Сын известного мексиканского боксёра Гути Эспадаса старшего, так же владевшего титулом чемпиона мира.
Дебютировал в боксе на профессиональном уровне в октябре 1992 года. Начиная с 1996 года стал периодически выезжать боксировать в США и здесь случились его первые поражения, в частности он уступил по очкам бывшему чемпиону мира Хесусу Салуду (53-8).
Несмотря на проигрыши, Эспадас продолжил активно выходить на ринг и сделал серию из нескольких побед, в том числе завоевал и защитил титул чемпиона Континентальной Америки в полулёгкой весовой категории по версии Всемирного боксёрского совета (WBC).
Благодаря череде удачных выступлений в 2000 году Эспадас удостоился права оспорить вакантный титул чемпиона мира WBC. Другим претендентом стал филиппинец Луисито Эспиноса (44-8) — поединок между нами был остановлен в 11 раунде из-за непреднамеренного столкновения головами, в итоге судьи единогласным техническим решением отдали победу Эспадасу.
Полученный чемпионский пояс Гути Эспадас сумел защитить только один раз, лишился его в рамках второй защиты в феврале 2001 года, уступив по очкам непобеждённому соотечественнику Эрику Моралесу (39-0).
В дальнейшем выступал с переменным успехом, чередуя победы с проигрышами. В октябре 2003 года вновь вышел на ринг против Эрика Моралеса (44-1) и на сей раз был нокаутирован в третьем раунде.
После поражения нокаутом от небитого американца Рокки Хуареса (21-0) в декабре 2004 года принял решение завершить карьеру профессионального боксёра.
В 2007 году Эспадас вернулся в профессиональный бокс и в течение трёх последующих лет одержал ещё несколько побед. Последний раз боксировал на профессиональном уровне в феврале 2010 года, в бою за титул чемпиона мира WBC в полулёгком весе встретился с действующим обладателем этого титула доминиканцем Элио Рохасом (21-1), но уступил ему единогласным судейским решением. В общей сложности провёл на профи-ринге 53 боя, из них 45 выиграл (в том числе 28 досрочно) и 8 проиграл.